# Rosasco
Rosasco (lombardul: Rusasch) település Olaszországban, Lombardia régióban, Pavia megyében. Lakosainak száma 537 fő (2023. január 1.). Rosasco Castelnovetto, Cozzo, Langosco, Pezzana, Robbio, Palestro és Caresana községekkel határos.

## Népesség
A település lakossága az elmúlt években az alábbi módon változott:
| Lakosok száma | 579  | 571  | 537  |
|               | 2017 | 2018 | 2023 |